# Шептун Валентин Миколайович
Валентин Миколайович Шептун (нар. 15 червня 1953) — український радянський діяч, новатор виробництва, токар Прилуцького заводу машинобудування для тваринництва «Тваринмаш» Чернігівської області. Кандидат в члени ЦК КПУ в 1986—1990 роках.

## Біографія
Освіта повна загальна середня. У 1970—90-х роках — токар Прилуцького заводу машинобудування для тваринництва «Тваринмаш» Чернігівської області. Новатор виробництва. Член КПРС.
З 90-х років був членом Соціалістичної партії України (СПУ) та помічником-консультантом народного депутата України IV скликання від СПУ Миколи Рудьковського.
Потім працював в Товаристві з обмеженою відповідальністю (ТОВ) «Прилуцький завод протипожежного і спеціального машинобудування «Пожспецмаш»» у місті Прилуках Чернігівської області. Член партії «УДАР Віталія Кличка».

## Нагороди
- ордени
- медалі